# Балхарский сельсовет
Балхарский сельсовет — административно-территориальная единица и муниципальное образование со статусом сельского поселения в Акушинском районе Дагестана Российской Федерации.
Административный центр — село Балхар.

## Население
| 1926  | 1939  | 1970  | 1989  | 2002  | 2010  | 2012  |
| ----- | ----- | ----- | ----- | ----- | ----- | ----- |
| 1827  | ↗2246 | ↘1570 | ↘1162 | ↗1289 | ↘1096 | ↘1025 |
| 2013  | 2014  | 2015  | 2016  | 2017  | 2018  | 2019  |
| ↘1006 | ↘988  | ↗1006 | ↗1011 | ↘1008 | ↘996  | ↘985  |
| 2020  | 2021  | 2023  | 2024  | 2025  |       |       |
| ↘972  | ↗1028 | ↘1003 | ↗1009 | ↘989  |       |       |

## Состав
| № | Населённый пункт | Тип населённого пункта       | Население |
| - | ---------------- | ---------------------------- | --------- |
| 1 | Балхар           | село, административный центр | ↘909      |
| 2 | Кули             | село                         | ↘119      |